# Paralvinella palmiformis
Paralvinella palmiformis är en ringmaskart som beskrevs av Desbruyères och Laubier 1986. Paralvinella palmiformis ingår i släktet Paralvinella och familjen Alvinellidae. Inga underarter finns listade i Catalogue of Life.